# روبوكوب فرسس ذا ترمنايتور
روبوكوب ضد المبيد (بالإنجليزية: RoboCop Versus The Terminator)‏ ، هي لعبة فيديو من نوع أكشن وإطلاق النار، أنتجت عام 1991م والتي تعمل لنظام سيجا ماستر سيستم ، ولكن في عام 1993م بدأت إصدارها فعلياً وتعمل لنظامي سيجا ميجا غير وسوبر نينتندو، وفي عام 1994م صدرت على نظام سيجا ميجا درايف.